# Ibibio
Gli Ibibio sono un gruppo etnico che vive principalmente nelle aree costiere della Nigeria sudorientale, e in particolare negli Stati di Akwa Ibom, Cross River e nella parte orientale di Abia. Parlano la lingua ibibio, classificata all'interno del ramo Cross River delle lingue Benue-Congo.
Gli Ibibio condividono nomi personali, cultura e tradizioni con i gruppi degli Annang, Ekid, Oron e Ibeno, e parlano varietà linguistiche strettamente correlate, che sono considerate mutualmente intelligibili. Sono noti soprattutto per la fabbricazione di elaborate maschere rituali e per il ruolo sociale della loro società segreta, la Ekpo.

## Genetica
Uno studio del 2010 ha rivelato che la maggioranza dei maschi Ibibio possiede l'aplogruppo E1b1a1-M2 del cromosoma Y, variante genetica che si originò probabilmente in Africa orientale circa 39 000 anni fa, e che si diffuse successivamente nel resto del continente nel periodo noto come periodo umido africano, tra 14 600 e 5 500 anni prima dell'epoca contemporanea. Lo studio ha anche rivelato un'affinità genetica tra gli Ibibio e i vicini gruppi degli Annang, Efik e Igbo.

## Storia

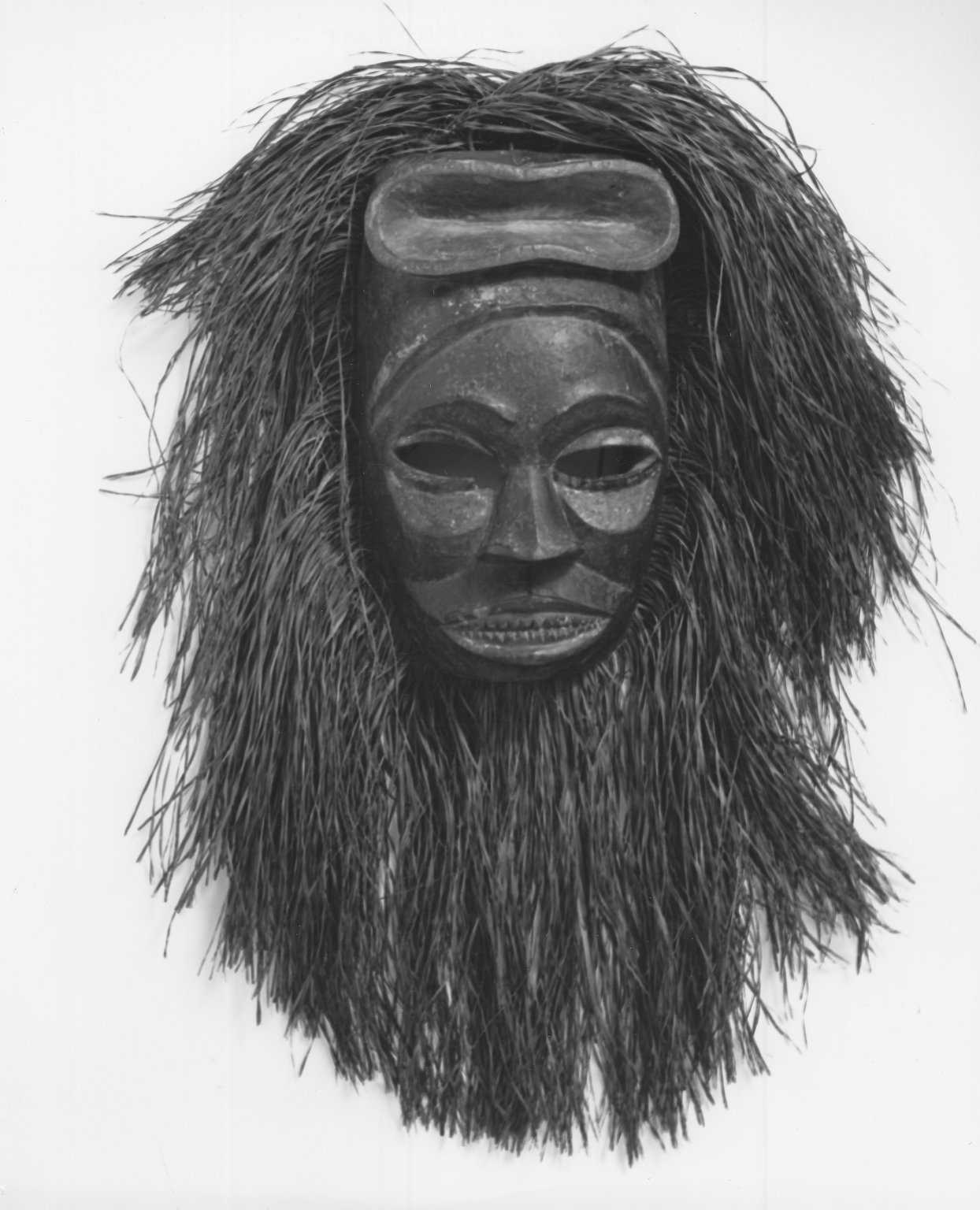
Maschera in legno e rafia, Brooklyn Museum

Nella tradizione orale degli Ibibio non si trovano riferimenti a migrazioni da altri territori, il che farebbe pensare a una precoce presenza dell'etnia nella regione di Cross River, al confine tra Nigeria e Camerun. Questa tesi coincide con prove archeologiche e linguistiche, che suggeriscono un'occupazione prolungata della bassa Guinea da parte di gruppi umani di cacciatori e successivamente di agricoltori che parlavano una lingua comune del phylum Niger-Congo, antenato delle attuali lingue Kwa e Benue-Congo. Queste stesse evidenze permettono di ipotizzare l'esistenza di un generale rapporto fisico e culturale tra gli antichi e gli attuali abitanti della zona. Le testimonianze storico-geografiche, dal canto loro, avvalorano la teoria di un'occupazione precoce della regione, ritenendo che la giungla costituisse un ostacolo alla penetrazione tardiva di altri popoli. In ogni caso, le migrazioni successive avvennero in piccoli gruppi, soprattutto da parte delle popolazioni del delta del Niger, tra cui Edo e Ijaw, a cui i nativi imposero nel tempo le loro caratteristiche fisiche e culturali.
Si stima che intorno al XVII secolo gli Ibibio fossero in contatto con i vicini Ogoni e Ndoris, e a quel tempo ricevettero e integrarono le ondate migratorie del popolo Ijaw. In questo processo di integrazione emerse la città-Stato di Calabar, situata nell'odierno Stato di Cross River. Calabar prosperò grazie al commercio degli schiavi, che catturava soprattutto nel suo entroterra abitato dal popolo Igbo, ma anche tra gli stessi Ibibio e tra le popolazioni del vicino Camerun. Gli Ibibio pagarono un prezzo alto alla tratta atlantica degli schiavi africani, che tra il XV e il XVIII secolo distrusse il sistema sociale ed economico di queste comunità. I villaggi furono distrutti o dispersi, le proprietà rurali abbandonate e l'area dovette affrontare un clima di terrore che ha ancora le sue conseguenze.
Terminata l'epoca schiavista, il popolo Ibibio dovette affrontare il colonialismo britannico, che arrivò nella zona alla fine del XIX secolo. Nel 1928 vide la luce l'Unione Ibibio, che svolse un ruolo fondamentale nel sensibilizzare la popolazione sull'ingiustizia dell'occupazione del territorio da parte delle forze coloniali. Si caratterizzava per la difesa dei valori e delle tradizioni etniche, anche se non si opponeva all'istruzione occidentale nelle scuole inglesi aperte nei suoi territori. Nonostante fosse un'associazione pacifica, l'Unione Ibibio fu sciolta dal colpo di Stato in Nigeria del 1966.

## Arte e cultura

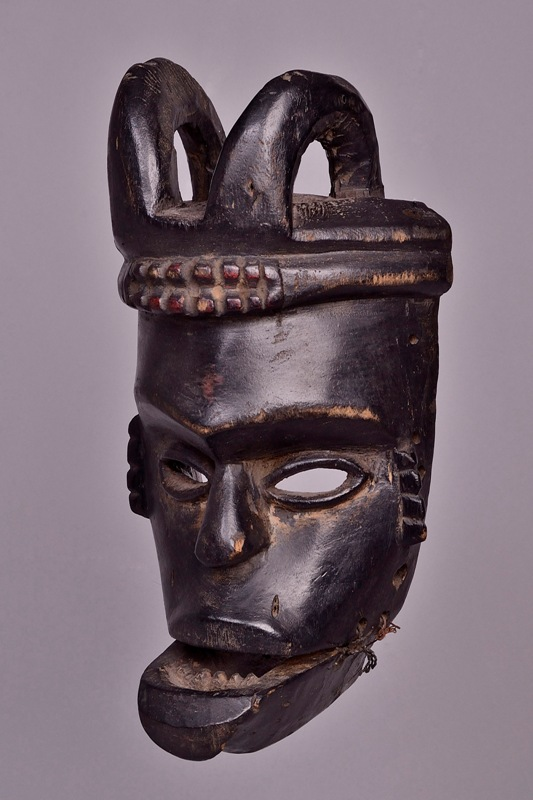
Maschera nzopie

Gli Ibibio sono prevalentemente agricoltori, dedicandosi soprattutto alle colture di sussistenza e alla coltivazione estensiva di palme da olio. Storicamente, erano organizzati in sistemi politici decentralizzati, strutturati in fasce di età sotto l'autorità di un capo al quale veniva attribuito un certo carattere sacro.
Un ruolo sociale e politico importante è svolto dalla società Ekpo, che ha la funzione primaria di mantenere l'ordine e proteggere la comunità da minacce esterne. È conosciuta come una società segreta, nonostante il fatto che il suo scopo e le sue attività siano ampiamente noti. I segreti più importanti riguardano le parole in codice e i passi di danza insegnati agli iniziati e utilizzati dai membri. Alla società Ekpo è associato l'uso delle maschere, di solito realizzate in legno e rafia. Una particolare maschera rituale è conosciuta come nzopie ed è caratterizzato dalla mobilità della mandibola, e la sua apparizione cerca di creare un'atmosfera di terrore, capace di affrontare e allontanare gli spiriti maligni.
Gli Ibibio sono noti per le loro sculture in legno, le tessiture in rafia e la fabbricazione di ceramiche. La città di Ikot Ekpene è nota per il suo mercato in cui l'artigianato Ibibio viene venduto sia ai turisti sia ai nigeriani della classe media, oltre a essere il centro principale della fabbricazione delle maschere.
Mentre gli Ibibio non sono noti per la lavorazione dei metalli, c'è un numero significativo di artigiani che realizzano questo tipo di arte a scopo commerciale. La maggior parte degli oggetti in metallo prodotti ha uno scopo pratico piuttosto che decorativo; nonostante ciò, le bare Ibibio tendono a essere altamente decorative,  presentando motivi ornamentali in metallo dipinto, fogli di plastica colorati e pannelli di vetro sui lati.